# Durbar Rajshahi
Die Durbar Rajshahi sind eine Cricketmannschaft in Rajshahi. Das Franchise spielt seit der Saison 2012/13 in der Bangladesh Premier League (BPL).

## Geschichte
Bei der Versteigerung der Franchises am 10. Januar 2012 erzielte das Team einen Preis von 1,07 Millionen US-Dollar an ein Konsortium um den Elektronikhersteller Walton verkauft wurde. Bei der Spielerauktion vor der ersten Saison war die wichtigste Erwerbung Marlon Samuels. In der ersten Saison 2012/13 konnte das Team, das als Duronto Rajshahi antrat, in der Vorrunde als bestes Team für das Halbfinale qualifizieren. Dort mussten sie sich jedoch überraschen den Braisal Bulls geschlagen geben.
In der zweiten Saison 2013/14 konnte man sich auf Grund besserer direkten Begegnungen gegenüber Barisal Burners und Rangpur Riders für das Halbfinale qualifizieren. Dort traf man auf die Chittagong Kings und unterlag mit 4 Wickets, was die Saison vorzeitig beendete.
Nach einer zweijährigen Pause wurden neue Franchise-Nehmer bestimmt und es fand sich niemand der Rajshahi weiterführen wollte.
Zur neuen Saison erhielten sie einen neuen Besitzer und gaben sich den Namen Rajshahi Kings. Der wichtigste Neuzugang bei der Spielerauktion war Milinda Siriwardana. In der vierten Saison 2016/17 belegten sie in der Gruppenphase den vierten Platz und qualifizierten sich so für das Halbfinale. Dort konnten sie die Chittagong Vikings mit 3 Wickets schlagen. In der darauf folgenden Vorschlussrunde trafen sie auf die Khulna Titans, die sie mit 7 Wickets bezwangen. Das Finale gegen die Dhaka Dynamites, die sie in der Gruppenphase zwei Mal besiegen konnten, unterlagen sie mit 56 Runs.
Die fünfte Saison der BPL 2017/18 endete für Rajashi auf dem Vorletzten Platz der Gruppenphase.
In der sechsten Saison der BPL 2018/19 erzielte Rangpur den ersten fünften in der Gruppenphase.
Da sich das Bangladesh Cricket Board nicht mit den Franchise-Nahmern über einen neuen Vertrag einigen konnte, wurde das Franchise für die neue Saison direkt vom Verband geführt.
Für die neue Saison sicherte sich das Team Liton Das in der Spielerauktion.
In der siegten Saison 2019/20 belegten sie auf Grund der schlechteren Net Run Rate gegenüber Khulna den zweiten Platz. Gegen selbige spielten sie im Halbfinale und verloren mit 27 Runs. Dies führte sie in die Vorschlussrunde, wo sie gegen Chattogram Challengers knapp mit 2 Wickets gewannen und ins Finale einzogen. Dort trafen sie erneut auf Khulna und konnten sich dieses Mal mit 21 Runs durchsetzen und so die Meisterschaft für sich entscheiden.

## Abschneiden in der BPL
Das Team schnitt in der BPL wie folgt ab:
| Jahr    | Spiele | Siege | Niederlagen | No Result | Endplatzierung (Vorrunde) |
| ------- | ------ | ----- | ----------- | --------- | ------------------------- |
| 2012/13 | 10     | 7     | 3           | 0         | Halbfinale (1/6)          |
| 2013/14 | 12     | 5     | 7           | 0         | Viertelfinale (4/7)       |
| 2016/17 | 12     | 6     | 6           | 0         | Finale (4/7)              |
| 2017/18 | 12     | 4     | 8           | 0         | Vorrunde (6/7)            |
| 2018/19 | 12     | 6     | 6           | 0         | Vorrunde (5/7)            |
| 2019/20 | 12     | 8     | 4           | 0         | Sieger (2/7)              |